# Paramahamsa
 (septembre 2019).
Si vous disposez d'ouvrages ou d'articles de référence ou si vous connaissez des sites web de qualité traitant du thème abordé ici, merci de compléter l'article en donnant les références utiles à sa vérifiabilité et en les liant à la section « Notes et références ».

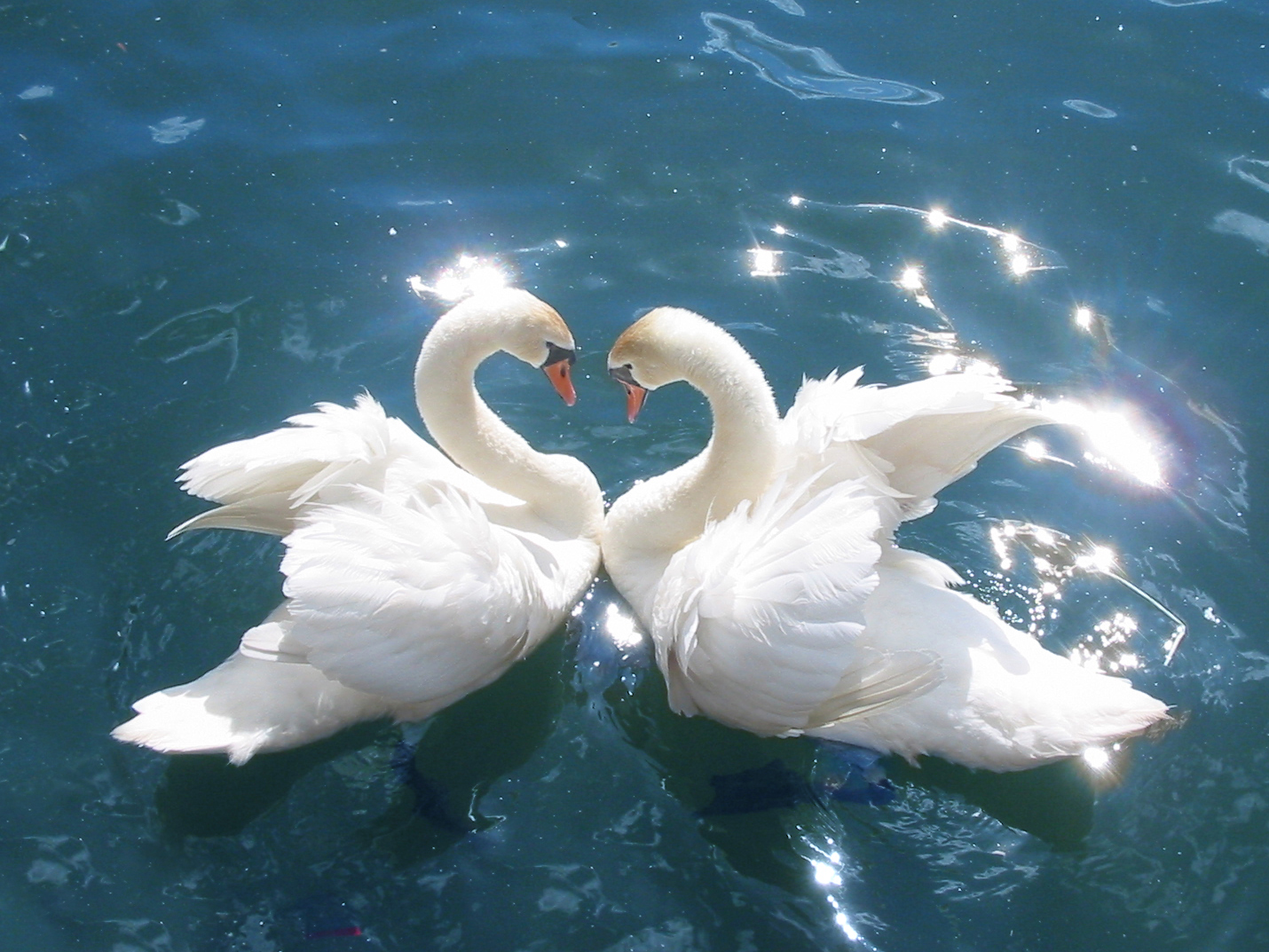
Le cygne est un symbole de pureté et de transcendance dans l'enseignement védantique.

Paramahamsa (परमहंस), également orthographié paramahansa ou paramhansa, est un titre honorifique religio-théologique sanskrit appliqué aux enseignants spirituels hindous qui sont considérés comme ayant atteint l'illumination. Le titre signifie littéralement « cygne suprême » et symbolise la discrimination spirituelle. Le cygne est également à l'aise sur terre et sur l'eau ; de même, le vrai sage est également à l'aise dans les domaines de la matière et de l'esprit. Être en extase divine et simultanément être activement éveillé est l’état paramahansa ; le « cygne royal » de l'âme flotte dans l'océan cosmique, voyant à la fois son corps et l'océan comme des manifestations du même Esprit. Le mot Paramahamsa signifie celui qui est éveillé dans tous les domaines. Paramahansa est le plus haut niveau de développement spirituel dans lequel une union avec la réalité ultime a été atteinte par un sannyasi. 

## Étymologie
Paramahamsa est un mot sanskrit traduit par « cygne suprême ». Le mot est composé du sanscrit परम parama qui signifie « suprême » ou « transcendant » (de PIE pour signifie « par », « à travers » ou « au-delà », apparenté à l'anglais far ) et du sanscrit हंस hamsa qui signifie « cygne ou oie sauvage ».   Le préfixe parama est le même élément vu dans Parameshwara, un titre pour Dieu. Les premiers érudits anglais de langue et de religion indiennes ont peut-être traduit de façon moqueuse hamsa, en particulier « oie », car dans le folklore anglais une oie (du type domestiqué) dénote traditionnellement la sottise et l'irresponsabilité. Mais dans la tradition hindique, les oies sauvages, y compris les cygnes, sont remarquables pour leurs caractéristiques de discipline, d'endurance, de grâce et de beauté. Ceci est particulièrement dit de l'oie à tête barrée (Anser indicus), dont la route migratoire de l'Asie centrale à l'Inde, et retour, l'oblige à survoler l'Himalaya deux fois par an, un exploit qui en fait l'un des plus hauts oiseaux volants dans le monde.
Hamsa peut être un jeu de mots religieux ou une allégorie ayant une signification philosophique. L'une de ces étymologies suggère que les mots « aham » et « sa » sont joints pour devenir « hamsa »; aham est « je » ou « moi » et sa est « Il », ensemble signifiant « je suis Il ». Ici, « je » fait référence au jivatman ou jivatama, l'âme vivante et « Il » au paramatman ou paramatama ou âme suprême (les orthographes alternatives sont dues à des romanisations différentes des mots sanscrits). Cette relation reflète la philosophie Advaïta, qui préconise l'unité du jivatman et du paramatman. Le mot aham est commun à beaucoup de religions orientales. De aham est dérivé ahamkara ou ego.  

## Mythologie
Le hamsa (cygne) est le vahana, la monture ou le véhicule du dieu Brahma. Dans les Vedas et les Purânas, c'est un symbole pour l'âme ou Âme. On dit que le hamsa est la seule créature capable de séparer le lait de l'eau une fois qu'ils ont été mélangés ; symboliquement, c'est la preuve d'une grande discrimination spirituelle. C'est symbolique pour un être spirituellement avancé qui est capable de contrôler l'énergie du souffle, de telle sorte qu'il n'absorbe que des vibrations pures provenant de toutes les énergies différentes que contient le monde. Pour le Paramahamsa (le cygne céleste suprême) en revanche, toute la création est Dieu lui-même, il n'y a rien d'autre que Dieu seul. Cette personne est une âme pleinement réalisée, complètement libérée de tout lien avec le monde, qui ne connaît aucune obligation, qui n'aime ni n'aime pas. Il n'a aucun besoin parce qu'il est complètement immergé en Dieu. 

## Théologie
Paramahamsa, en tant que titre religieux ou théologique, s’applique à une classe adepte de maîtres hindous ayant renoncés, libérés et réalisés, qui, ayant atteint l’état suprême du yoga ou nirvikalpa samādhi, peuvent toujours distinguer le Réel (sa) de l’irréel (ham). 
Le mantra hamsa indique le son émis par l'expiration (ha) et l'inhalation (sa) de la respiration. 

## Utilisation privilégiée
Certains adeptes croient que le titre ne peut pas être assumé par soi-même, mais doit être attribué par une autorité reconnue, soit un autre individu swami qui est estimé lui-même comme éclairé, soit par un comité de chefs spirituels[réf. nécessaire].

## Autre sens
Paramahaṃsa est également le titre de l'un des Upanishads.

## Personnalités ayant le titre de Paramahamsa
- Abhiram Parmahansa
- Chandradhoja Paramahansa Dev
- Dayanidhi Paramahansa Dev
- Lahiri Mahasaya
- Narayana Guru
- Nigamananda Paramahansa
- Paramahamsa Hariharananda
- Paramahamsa Prajnanananda
- Paramahamsa Vishwananda
- Paramahansa Yogananda
- Paramhansa Acharya Yogiraj Balkrishananda 'Mukta-Buddha'
- Paramhansa Nikhileshwarananda
- Paramhansa Swami Niranjanananda Saraswati
- Paramhansa Swami Satyasangananda Saraswati
- Paramhansa Swami Satyananda Saraswati
- Ramakrishna Paramahansa
- Sadanand ji Paramhansa
- Shivdharman et Paramahansa
- Srimad Durga Prasanna Paramahansa Dev
- Swami Sri Yukteswar